# ウシバエ属
ウシバエ属（-ぞく、学名：Hypoderma）は、ハエ目に属する生物の分類群のひとつ。牛や水牛などの家畜、あるいは鹿などの野生動物に牛バエ幼虫症をもたらす寄生虫として知られる。

## 種
- ウシバエ Hypoderma bovis
- キスジウシバエ Hypoderma lineatum